# Thesium cathaicum
Thesium cathaicum är en sandelträdsväxtart som beskrevs av Radovan Hendrych. Thesium cathaicum ingår i släktet spindelörter, och familjen sandelträdsväxter. Inga underarter finns listade i Catalogue of Life.